# Monégasque
Cet article concerne la langue monégasque. Pour les habitants de Monaco, voir Monégasque (gentilé).
Le monégasque (endonyme : munegascu /mune'gaʃku/) est le dialecte de la langue ligure parlé à Monaco. Il est peu pratiqué de nos jours malgré sa présence aux programmes scolaires dès le premier et le second degré. Il s'agit d'une langue vernaculaire qui fut importée en Provence par la république de Gênes lors de la prise du Rocher en juin 1191, assez proche de l'intémélien, mais différente du mentonasque voisin. Le problème de sa survie se pose dans un pays de 39 000 habitants où cohabitent 138 nationalités différentes et où les locuteurs monégasques sont minoritaires.

## Phonologie
Le monégasque appartient à la branche occidentale des parlers ligures comme l'intémélien auquel il est étroitement lié. S'il partage certains traits phonétique typiques du génois comme le passage de -l- à -r- (rhotacisme), la palatalisation de -bl-, -pl- et -fl- en -gi-, -ci- et -sci- et la conservation des voyelles atones et finales, il se rapproche plutôt des dialectes « occidentaux extrêmes » (situés de Vintimille à Taggia sur la côte) car, à leur image, il délabialise -qu- et -gu-, ne pratique pas la vélarisation de -n- ([ŋ]) et méconnaît le son [ɛ]. Le monégasque se rapproche des parlers des hameaux entourant Vintimille (leur langue diffère de celle de la ville) par la non-substitution de [z] à [di], [d͡ʒe] et [d͡ʒi]. Les traits spécifiques du dialecte de Monaco sont le passage de [e] à [i] (sëra « soir » contre séia en génois) et [i] à [y] en position initiale (ünte contre inte en ligure commun).

## Norme orthographique
Les premières traces écrites du monégasque apparaissent entre 1721 et 1729 dans la correspondance du prince Antoine avec sa fille Louise-Hippolyte, ainsi que dans quelques actes notariés, mais la langue demeure avant tout orale. À partir de 1860, la population du Rocher passe de 1 200 habitants en 1860 à 22 000 en 1880 ; le monégasque se retrouve menacé par l’afflux massif de travailleurs étrangers et par le développement d’un pidgin mélangeant le provençal, le piémontais, le corse et le ligure. À cette époque, le monégasque est banni de l'école et les parents encouragent leurs enfants à parler français. En 1927, Louis Notari entreprend la codification écrite de la langue en s’inspirant de l’écriture du français et de l’italien. La première grammaire et le premier dictionnaire monégasque paraissent en 1960 et 1963. La norme orthographique moderne a procédé a quelques ajustement, mais reste proche du système imaginé par Louis Notari qui se voulait le plus transparent possible tout en tenant compte de l'étymologie des mots. Ainsi, en monégasque, il faut écrire qatru et non chatru car le mot provient du latin quattŭor ; çento et non sento pour les mêmes raisons (centum). L'alphabet monégasque comprend dix-sept consonnes et neuf voyelles, plus la lettre « k » à l'initiale de certains mots étrangers (kaki̍ par exemple). Le « j » et le « h » ne se trouvent jamais au début d'un mot. En monégasque, chaque voyelle se prononce séparément.

### Voyelles
| Lettre | Transcription phonétique       |
| ------ | ------------------------------ |
| A, a   | /a/                            |
| E, e   | /e/                            |
| Ë, ë   | /iː/ ou /e/ très fermé         |
| I, i   | /i/                            |
| O, o   | /o/                            |
| Œ, œ   | /e/ ou /ø/ selon les quartiers |
| U, u   | /u/                            |
| Ü, ü   | /y/                            |
| Y, y   | /j/                            |

Le graphème -ë- n'est pas utilisé par tous les auteurs monégasques, certains le remplacent à tort par -i-. On le rencontre dans des mots comme lëtra (lettre), mëra (pomme) et mënu (moins), dans ceux dont la terminaison combine -e- et -ta- comme bavëta (bavette), -tu-, -te- (mëte, « mettre »), et dans certains mots finissant par -essa- (principëssa « princesse », belëssa « beauté ») ou -mentu- (argümëntu « argument »).
Le graphème -œ-, qui peut se prononcer [e] ou [ø] selon les quartiers, ne fait pas consensus chez tous les auteurs,Quelle que soit sa prononciation — Louis Notari l’indique lui-même —, il faut l’écrire afin de rendre lisible l’étymologie car il provient du o long latin (par exemple noctĕm qui devient en monégasque nœte [nete] ou [nøte]).
Le graphème -y- a pour équivalents français -ill-, -il- et -y-. Louis Notari transcrivait improprement le phonème yod en utilisant le graphème italien -gli- qui, dans cette langue, vaut [ʎ],.
Pour retranscrire les voyelles nasales, Louis Notari s'est appuyé sur le système français en combinant la voyelle avec -n- ; en monégasque, contrairement au français, on retrouve une correspondance entre la voyelle orale et la voyelle nasale : -an- [ã], -en- [ẽ], -ën- [ĩː] ou [ẽ] très fermé, -in- [ĩ], -on- [õ], -œn- [ẽ] ou [œ̃], -un- [ũ] et -ün- [ỹ].

### Consonnes
| Lettre       | Transcription phonétique |
| ------------ | ------------------------ |
| B, b         | /b/                      |
| C, c         | /k/ et /t͡ʃ/              |
| Ç, ç         | /s/                      |
| D, d         | /d/                      |
| F, f         | /f/                      |
| G, g         | /g/ et /d͡ʒ/              |
| J, j         | /ʒ/                      |
| L, l         | /l/                      |
| M, m         | /m/                      |
| N, n         | /n/                      |
| P, p         | /p/                      |
| Q, q         | /k/                      |
| R, r         | /ɾ/ et /ʀ/ ou /ʁ/        |
| Ř, ř ou R̂, r̂ | /ɾ/                      |
| S, s         | /s/, /z/ et /ʃ/,         |
| T, t         | /t/                      |
| V, v         | /v/                      |
| Z, z         | /z/                      |

H ne se trouve qu'après C et G, et K, W et X n’existent que dans les mots d’origine étrangère.
Pour noter les consonnes affriquées et vélaires, Louis Notari s'est appuyé sur le système italien : le son [k] s'écrit c devant a, o, u, ü et ch devant e, i, œ ; [g] est retranscrit par g devant a, o, u, ü et gh devant e, i, œ ; [t͡ʃ] est noté ci devant a, o, u, ü, œ et c devant e et i ; [d͡ʒ] s'écrit gi devant a, o, u, ü, œ et g devant e et i ; [ʃ] retranscrit sci devant a, o, u, ü, œ et sc devant e et i et [ʃt͡ʃ] se note ssci devant a, o, u, ü, œ et ssc devant e et i.
Le graphème -r̂- qui existait du temps de Raymond Arveiller n'est plus employé par les auteurs contemporains qui préfèrent doubler le « r » pour retranscrire un phonème uvulaire.

#### Consonnes géminées
Le monégasque, au contraire d'autres langues latines, ne conserve pas les doubles consonnes étymologiques car le système de Louis Notari est pensé pour ne pas créer de décalage entre l'écrit et l'oral. Néanmoins, on retrouve deux consonnes géminées : rr et ss. Le recours au double « s » permet de distinguer les sons [s] et [z], ainsi « cassa » (louche) se prononce avec le son [s] et « casa » (maison) avec le son [z]. Quant au double « r », il permet de distinguer le [ʀ] uvulaire et le [r] alvéolaire. Certains mots échappent à cette règle et s'écrivent avec un seul -r- qui doit être prononcé [ʀ], il s'agit de : aridu (aride), aroma (arôme), bancaruta (banqueroute), baraca (baraque), bari̍ (baril), barumetru (baromètre), barun (baron), barocu (baroque), beterava (betterave), birichin (bribe), barucin (cabriolet), carabina (carabine), caracula̍ (caracoler), garafa (carafe), carambola (carambole), çitara (cithare), derangia̍ (déranger), derisiun (dérision), derivà (dériver), derugia̍ (déroger), erüdiçiun (érudition), erüçiun (éruption), fanfara(fanfare), fanfarun (fanfaron), füretu (furet), eroe (héros), parudia (parodie), parussimu (paroxysme), petarada (pétarade), poru (pore), scarola (scarole) et toru (taureau). L'exception s'applique aussi pour caricatüra (caricature) mais uniquement sur le premier -r-.

### Diphtongues
Les principales diphtongues monégasques sont :
| Diphtongue | Prononciation | Exemple d'utilisation            |
| ---------- | ------------- | -------------------------------- |
| ai         | [aj]          | aiga (eau)                       |
| au         | [aw]          | auriva (olive)                   |
| ei         | [ej]          | pei (pieds)                      |
| œi         | [ej] ou [øj]  | pignœi (pignons de pomme de pin) |
| eu         | [ew]          | buřeu/bur̂eu/bureu (champignon)   |
| ia         | [ja]          | piatu (plat)                     |
| ie         | [je]          | ientrà (entrer)                  |
| oi         | [oj]          | soi (siens)                      |
| ou         | [ow]          | sou (sou)                        |
| ui         | [ui]          | nui (nous)                       |
| üu         | [yu]          | cugiüu (maquereau)               |

## Accent tonique
En monégasque, l'accent tonique régulier tombe sur l'antépénultième voyelle. Pour indiquer un accent tonique irrégulier au regard des règles classiques de prononciation de la langue, on place une barre verticale au-dessus de la voyelle. Ce signe diacritique peut être observé sur chacune des voyelles.
Par exemple :
- scia̍ : madame ;
- tambe̍n : aussi ;
- merçi̍ : merci ;
- po̍ : peut ;
- bœ̍ : bœuf ;
- Mu̍negu : Monaco ;
- ciü̍ : plus.

Ce diacritique peut également être utilisé en combinaison avec d'autres diacritiques notamment avec le tréma.
À cause des contraintes typographiques, la barre verticale, absente des claviers d'ordinateur, est remplacée par un accent grave ‹ ◌̀ › sur internet. En son temps, Louis Notari notait déjà l'accent tonique irrégulier ainsi, mais cette solution posait problème : par influence des langues voisines, les Monégasques lisaient [ɛ] au lieu de [e].

## Grammaire

### Conjugaison
Il existe sept modes en monégasque : l'indicatif, le conditionnel, l'impératif, le subjonctif, l'infinitif, le participe et le gérondif. Le monégasque ne possède qu'un seul temps pour exprimer à la fois le passé simple, le passé composé et le passé antérieur ; il s'agit d'un temps composé formé via la forme simple de l'auxiliaire avoir pour les verbes actifs, et via être suivi de leur participe passé pour les verbes passifs. Les verbes pronominaux se conjuguent avec l'auxiliaire être. Le présent de l'indicatif n'indique pas l’aspect narratif ou historique, il n’exprime que le présent ponctuel et réel.

## Prononciations comparées
Le tableau ci-dessous compare les prononciations des dialectes génois, intémélien et monégasque avec, en regard, les traductions italienne et française.
| Génois (graphie de l'Académie de Brénno) | Ventimille (intémélien) | Monégasque (graphie monégasque)                                 | Italien                  | Français                                    |
| ---------------------------------------- | ----------------------- | --------------------------------------------------------------- | ------------------------ | ------------------------------------------- |
| ciù, ciûe [t͡ʃy]                          | [t͡ʃy]                   | ciü [t͡ʃy]                                                       | più [pju]                | plus [ply] ou [plys]                        |
| giànco [d͡ʒaŋku]                          | [d͡ʒaŋku]                | giancu [d͡ʒãku]                                                  | bianco [bjaŋko]          | blanc [blɑ̃]                                 |
| sciàmma [ʃama]                           | [ʃama]                  | sciama [ʃama]                                                   | fiamma [fjamma]          | flamme [flɑm] ou [flam]                     |
| conìggio [kunid͡ʒu]                       | [kuniʎu]                | lapin [lapĩ]                                                    | coniglio [koniʎʎo]       | lapin [lapɛ̃]                                |
| famìggia [famid͡ʒa]                       | [famiʎa]                | famiya [famiya]                                                 | famiglia [famiʎʎa]       | famille [fa.mij]                            |
| spêgio [spe:d͡ʒu]                         | [speʎu]                 | speyu [speju]                                                   | specchio [spɛkkjo]       | miroir [mi.ʁwaʁ] ou [mi.ʁwɑːʁ]              |
| töa, tòua [tɔ:a]                         | [tɔwɹa]                 | tora ou tor̂a ou tořa [toɾa]                                     | tavolo [tavolo]          | table [tɑbl], [tabl] ou [tablə]             |
| bronzìn [bruŋziŋ]                        | [bruŋziŋ]               | rubinetu [ʁubinetu] ou [ʀubinetu]                               | rubinetto [rubinetto]    | robinet [ʁɔbinɛ] ou [ʁɔbine]                |
| scösâ [skɔ:sa:]                          | [skawsa]                | faudi̍ [faudi]                                                   | grembiule [grembjule]    | tablier [tablije]                           |
| mandìllo [maŋdilu]                       | [maŋdriʎu]              | mandiyu [mãdiyu]                                                | fazzoletto [fattsoletto] | mouchoir [muʃwaʁ]                           |
| ziàrdoa, zoàrdia [zja:rdwa]              | [zgavawduɹa]            | repetin [ʁepetĩ] ou [ʀepetĩ]                                    | trottola [trɔttola]      | toupie [tupi]                               |
| çetrón [setruŋ]                          | [purtegalu]             | çitrün [sitʁỹ] ou [sitʀỹ], purtügalu [puʁtygalu] ou [puʀtygalu] | arancia [arant͡ʃa]        | orange [ɔʁɑ̃ʒ]                               |
| bancâ [baŋka:]                           | [baŋkaɹa]               | menüsie̍ [menysie]                                               | falegname [faleɲɲame]    | menuisier [mənɥizje]                        |
| miâgia [mja:d͡ʒa]                         | [myɹaʎa]                | müru ou mür̂u [muɾy], barri [baʁi] ou [baʀi]                     | muro [muro]              | mur [myʁ]                                   |
| fænn-a [fɛŋa]                            | [faɹina]                | farina ou far̂ina [faɾina]                                       | farina [farina]          | farine [faʁin] ou [faʁinə]                  |
| lùnn-a [lyŋa]                            | [lyna]                  | lüna [lyna]                                                     | luna [luna]              | lune [lyn] ou [lynə]                        |
| béive, béie [bejve]                      | [beve]                  | büve [byve]                                                     | bere [bere]              | boire [bwaʁ] ou [bwaʁə]                     |
| méize [mejze]                            | [meze]                  | mese [meze]                                                     | mese [meze]              | mois [mwa]                                  |
| crescentìn [kreʃeŋtiŋ]                   | [saŋd͡ʒytu]              | sangiütu [sãd͡ʒytu]                                              | singhiozzo [sinɡjott͡so]  | hoquet [(h aspiré)ɔ.kɛ] ou [(h aspiré)ɔ.ke] |

## Usage

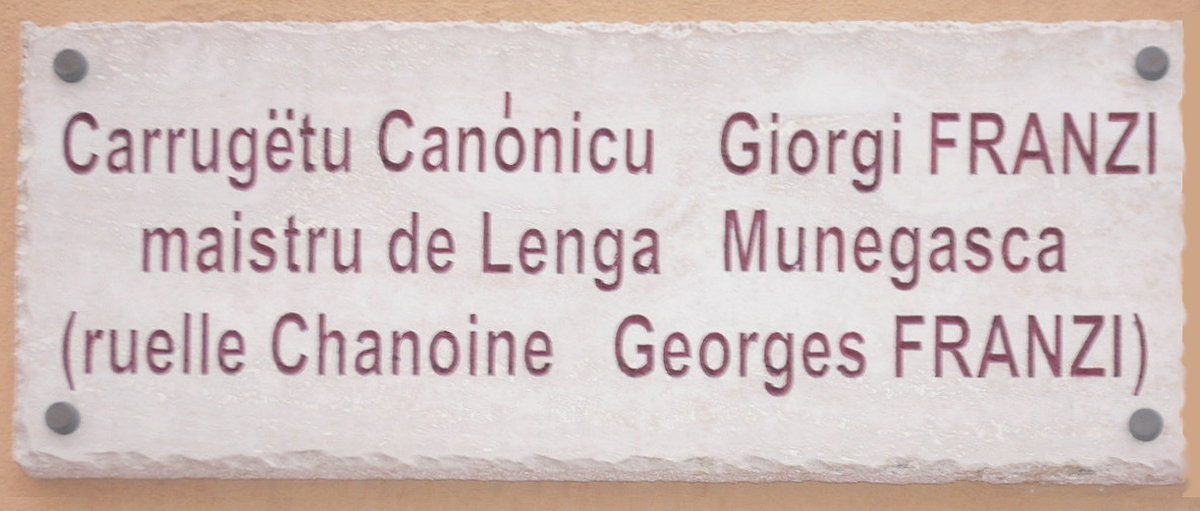
Plaque de rue bilingue monégasque-français

À Monaco, 17 % de la population de la principauté parlerait encore le monégasque[Quand ?] (essentiellement des personnes âgées). La langue était considéré en voie d’extinction dans les années 1970, mais son introduction dans les écoles semble lui avoir donné un second souffle. En effet, l'apprentissage de la langue monégasque est désormais obligatoire depuis 1977 du CE2 au CM2 puis jusqu'à la 5e au collège. À partir de la 4e jusqu'en terminale où elle peut être présentée en option au baccalauréat, au choix du lycéen de continuer ou non. Des concours écrits et oraux officiels sont organisés dans le cadre des cours, et une cérémonie de remise des prix est organisée le 23 juin dans la cour de la mairie de Monaco en présence du Prince Souverain, des autorités civiles et religieuses, ainsi que des mécènes. Des cours de langue et de culture monégasque pour adultes sont donnés, depuis 1993, au sein de l'Académie des langues dialectales durant l'année scolaire.
La seule langue officielle de la principauté de Monaco étant le français, il y a peu d’activités visant à diffuser le monégasque : peu de publications paraissent en monégasque, et aucune émission de radio ou de télévision régulière ne l’utilise, même sur Radio Monaco. Seul le Comité national des traditions monégasques publie chaque année un « Calendari » (calendrier), dans lequel il y a de nombreux poèmes et hommages en monégasque (traduits).
Néanmoins, il existe plusieurs ouvrages consacrés à cette langue : des dictionnaires français-monégasque et monégasque-français, une grammaire, un mémoire de doctorat et une thèse en Sorbonne sur « le parler de Monaco ». En 2024, sous l'égide de l'Académie des langues dialectales, sont parus une anthologie de la littérature et l'écrit en monégasque ainsi qu'une étude étymologique-comparative portant sur la faune marine.

## Examen
Depuis 1981, le Comité national des traditions monégasques, la direction de l’Éducation nationale de la jeunesse et des Sports, et la mairie de Monaco organisent le Concours de langue, culture et histoire monégasques.

## Auteurs écrivant en monégasque
- Louis Barral, préhistorien, écrivain et lexicographe, auteur d'un dictionnaire franco-monégasque.
- Robert Boisson, président du Comité national des traditions monégasques et membre fondateur de l'Académie des langues dialectales (Monaco)
- Louis Canis.
- Paulette Cherici-Porello, écrivaine, première femme présidente du Comité national des traditions monégasques et de l’Académie des langues dialectales.
- Étienne Clerissi.
- Michel Coppo.
- Marc « Mar » Curti.
- Georges Franzi (en monégasque : Giorgi Franzi), chanoine et séminariste, premier enseignant de monégasque, membre du Comité national des traditions monégasques, premier professeur du monégasque de la Principauté et auteur des premiers scolaires en monégasque[25].
- Françoise Gamerdinger.
- Mireille Grazi.
- Louis Frolla, ecclésiastique, historien, poète et écrivain monégasque, auteur d'un dictionnaire franco-monégasque.
- Auguste Lanteri, auteur d'un manuscrit sur les outils de l’artisanat.
- Éliane Mollo, universitaire, co-traductrice des albums de Tintin en monégasque.
- Louis Notari, codificateur de la langue et père de la littérature monégasque. Il a écrit les paroles de l'Hymne monégasque.
- Louis Principale.
- Dominique Salvo-Cellario, linguiste, professeur de monégasque, membre de la Commission pour la langue monégasque et du Comité national des traditions monégasques, co-traductrice des albums de Tintin en monégasque.
- Lazare Sauvaigo, professeur d'histoire.
- Suzanne Simone, préhistorienne et lexicographe, autrice d'un dictionnaire franco-monégasque.
- Jules Soccal, auteur du lexique spécialisé le Vocabulaire monégasque de la marine et de la mer (1971).
- César Solamito, auteur du manuscrit Noms monégasques des poissons, mollusques et crustacés de la mer Méditerranée.
- René Stefanelli.